# 休斯敦 (密西西比州)
休斯敦（英語：Houston）是一個位於美國密西西比州奇克索縣的城市。根據2010年美國人口普查，該地共人口3623人，而該地的面積約為19.15平方千米。同時該地也和奧科洛納同为奇克索縣的縣治。

## 地理
休斯敦的座標為33°53′53″N 89°00′06″W / 33.89806°N 89.00167°W，而該地的平均海拔高度為108米（即354英尺）。